# Лучно језеро
Лучно језеро (рус. Лучно) слатководно је ледничко језеро у централном делу Псковске области, на западу европског дела Руске Федерације. Налази се у јужном делу Порховског рејона, на западним обронцима Судомског побрђа. Преко своје отоке реке Лучинке (која ту и започиње свој ток) језеро је повезано са сливом реке Великаје, односно са басеном реке Нарве и Балтичким морем.
Акваторија језера обухвата површину од 2,9 км². На језеру се налази 6 малих острва укупне површине од свега 10 хектара. Максимална дубина језера је 4,5 метра, просечна око 3 метра. Обале су доста ниске, местимично замочварене. Дно је прекривено муљем у централним деловима, док је у приобалном делу песковито.